# Hadleigh Castle

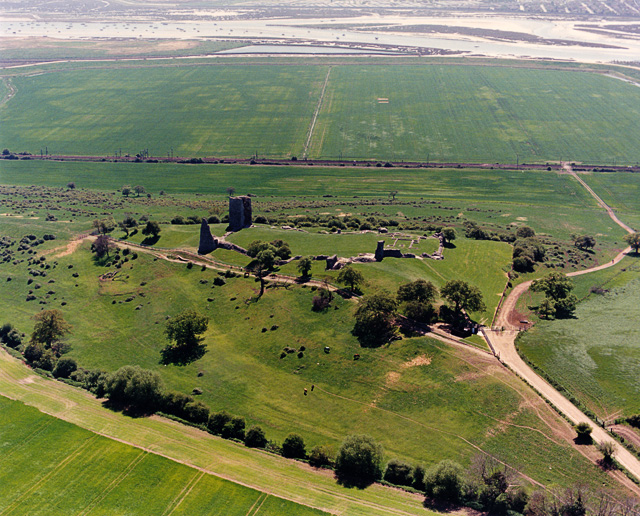
Luftbild von Hadleigh Castle von Norden vor dem Ästuar der Themse

Hadleigh Castle ist eine Burgruine auf einer Hügelkette über dem Ästuar der Themse südlich der Stadt Hadleigh in der englischen Grafschaft Essex. Hubert de Burgh ließ die Burg in der Regierungszeit von Heinrich III. nach 1215 bauen. Die von einem Rehpark umgebene Festung erfüllte eine wichtige wirtschaftliche und militärische Rolle. König Eduard III. ließ Hadleigh Castle wesentlich erweitern und umbauen, damit sie einen möglichen französischen Angriff abwehren und dem König einen standesgemäßen und angenehmen Aufenthalt in der Nähe Londons bieten konnte. Die Burg wurde auf einem geologisch instabilen Hügel aus Londoner Ton erbaut und hatte daher häufig unter Setzung zu leiden. Diese Tatsache sorgte zusammen mit Verkauf von Bausteinen im 16. Jahrhundert dafür, dass die Burg heute eine Ruine ist. Ihre Überreste werden von English Heritage erhalten, die sie als historisches Gebäude I. Grades gelistet hat. Sie gilt auch als Scheduled Monument.

## Geschichte

### 13. Jahrhundert
Hadleigh Castle wurde auf Geheiß von Hubert de Burgh, 1. Earl of Kent, einem der wichtigsten Unterstützer von Johann Ohneland erbaut. De Burgh erhielt das Honour of Rayleigh von König Johann Ohneland im Jahre 1215 als Lohn für seine Verdienste, entschied sich aber, nicht das schon bestehende Caput Rayleigh Castle ausbauen, sondern eine neue Festung südlich der Stadt Hadleigh errichten zu lassen. Der genaue Bauzeitpunkt ist nicht bekannt, aber man denkt heute, dass die Arbeiten recht früh in der Zeit von de Burghs Belehnung ausgeführt wurden. Belegt ist allerdings eine königliche Erlaubnis zur Befestigung des Gebäudes (engl.: „Licence to Crenellate“), die Heinrich III. 1230 erteilte.
Als Baugelände wählte de Burgh den Grat einer örtlichen Hügelkette über dem Ästuar der Themse, der aus geologisch instabilem Londoner Ton besteht. Im 13. Jahrhundert erstreckte sich Marschland südlich der Burg, sodass die Flut manchmal bis zum Fuß des Hügels reichte. Außerdem war die Gegend stärker bewaldet als heute. Ab 1235 gab es den Rehpark Hadleigh um die Burg; er enthielt lichten Wald, einen Fischteich, Stallungen und eine Parklodge. Die Burg war aber auch mit weiter entfernten Ländereien verbunden, wie Rayleigh, Thundersley und Eastwood Parks.
Die erste Burg auf dem Gelände hatte vermutlich einen achteckigen Grundriss; die Umfassungsmauern verliefen entlang der Hügelkante und enthielten Türme mit quadratischem und halbrundem Grundriss. Eine Barbakane schützte den Eingang von Osten. Sie ähnelte vermutlich White Castle, das de Burgh in der gleichen Zeit umbauen ließ, oder Bolingbroke Castle und Beeston Castle, beide in den 1220er-Jahren entstanden. Die Burg wurde aus Kentish Ragstone erbaut. Die Bausteine wurden mit Mörtel verbunden, der viele Muscheln, insbesondere Herzmuscheln von den Muschelbänken der benachbarten Insel Canvey Island enthielt. Eine wertvolle gezeitenbetriebene Wassermühle war 1249 gebaut worden; sie war dringend notwendig für die Brotherstellung auf der Burg. Kürzlich durchgeführte Ausgrabungen legen den Schluss nahe, dass sie auf einer Kaimauer lag, die nur wenig südöstlich der Burg in das Ästuar hinausreicht. Terrassierte Gärten baute man entlang der Südseite der Burg; sie enthielten vermutlich sogar Weinberge.
De Burgh fiel schließlich bei Heinrich III. in Ungnade; er wurde inhaftiert und ihm wurde schließlich 1239 Hadleigh Castle genommen. Für den Rest des 13. Jahrhunderts blieb Hadleigh Castle eine königliche Burg zusammen mit 57 Hektar landwirtschaftlich genutzter Flächen, dem Rehpark und Burgmühle. Bis in die 1250er-Jahre war die Burg vernachlässigt und, obwohl Königin Eleanor 1273 etwas Geld investierte, blieb sie doch in relativ schlechtem Zustand. Nur die Mühle, die für den Betrieb der umliegenden Ländereien wichtig war, wurde in gutem Zustand erhalten. Um 1290 erhielt die Burg einen neuen 17 Meter × 9 Meter großen Rittersaal und einen anschließenden Solar (Speisesaal für die Familie des Burgherrn). Beide Gebäude brachen aber aufgrund der Setzung wenig später wieder zusammen. 1299 erhielt Königin Margaret die Burg, beschwerte sich über den Zustand der Gebäude und bestand auf der Durchführung von Reparaturen. Ihr Gatte, König Eduard I., besuchte die Burg zweimal und nutzte sie als Jagdschloss.

### 14. Jahrhundert

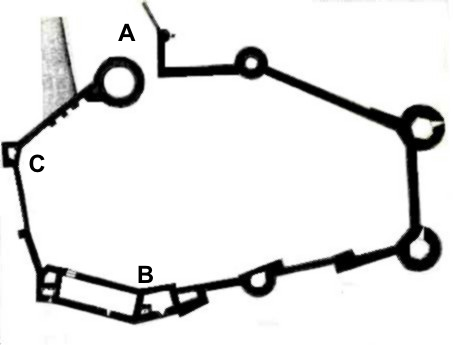
Grundriss von Hadleigh Castle Ende des 14. Jahrhunderts, basierend auf den Ausgrabungen von 1862: A – Barbakaneneingang; B – königliche Gemächer; C – Hintertüre

König Eduard II. war an Hadleigh Castle deutlich mehr interessiert und sorgte während seiner Regierungszeit für seine Erneuerung und Renovierung, ebenso wie sein Sohn, Eduard III. in seiner Regierungszeit. Eduard II. weilte erstmals 1311 auf der Burg, und vor seiner Ankunft wurden Renovierungsarbeiten durchgeführt, die den Bau neuer königlicher Gemächer und die Reparatur einiger Mauerabschnitte, die der Setzung zum Opfer gefallen waren, umfassten. In dieser Zeit gab es in der Burg einen Rittersaal, eine Speisekammer, Küchen, einen Keller, ein Langhaus, ein Gefängnis, „alte Gemächer“ und eine Waffenkammer. Die Burg war in Krisenzeiten mit einer Garnison von 24 Soldaten belegt. König Eduard hielt sich während seiner Regierungszeit bis 1324 häufig dort auf; er reiste gelegentlich von London mit seiner königlichen Barke nach Hadleigh Castle, die an der Kaimauer südlich der Burg anlegte.
Eduard III. erhielt Hadleigh Castle 1330, als er die Burg von seiner Mutter, Isabella von Frankreich, zurückeroberte, die sie Eduard II. abgenommen hatte, als sie ihn 1326 absetzte. Anfangs hatte Eduard III. wenig Interesse an der Burg, aber in den 1360er-Jahren machte er von dem Anwesen in größerem Umfang Gebrauch und ordnete umfangreiche Renovierungsarbeiten im Wert von mehr als £ 2200 an. Zwischen 1361 und 1363 wurden die inneren Gebäude renoviert und neue königliche Gemächer an der Südmauer entlang errichtet. Danach baute man die Ostseite der Burg komplett neu mit zwei Rundtürmen in einem neuen Stück Kurtine auf. 1365 waren die Arbeiten abgeschlossen. Die Nordseite der Burg wurde mit einem Fallgatter und einer Zugbrücke neu aufgebaut, die durch eine Barbakane und einen großen Rundturm namens “High Tower” gesichert waren. Diese Arbeiten wurden 1370 abgeschlossen. Die Arbeiten wurden vermutlich von William von Wykeham überwacht.
Ursprünglich glaubten die Geschichtswissenschaftler, dass Eduards Entscheidung, die Burg größtenteils neu aufbauen zu lassen, seine Antwort auf die wachsenden Spannungen mit dem Königreich Frankreich waren. In dieser Version der Ereignisse wäre Hadleigh Castle eine wichtige Küstenfestung am Ästuar der Themse gewesen, die das Land vor französischen Angriffen geschützt hätte. Die heutige Überzeugung der Historiker spielt aber diese Motivation herunter und weist darauf hin, dass zu Zeiten der Renovierungsarbeiten an Hadleigh Castle die Beziehungen zwischen England und Frankreich außergewöhnlich gut waren. Stattdessen nimmt man an, dass der alternde König Eduard Hadleigh Castle als persönlichen Rückzugsort in der Nähe von London wollte, wo er in Abgeschiedenheit und ansehnlichem Komfort leben konnte. Während das Tor auf der Landseite relativ einfach gestaltet blieb, schufen die Bauarbeiten einen beeindruckenderen Anblick von der Flussseite aus. Jeder Besucher von London – englisch oder französisch – musste an Queenborough Castle am Südufer und Hadleigh Castle am Nordufer vorbei, zwei Burgen, die so einen starken Eindruck königlicher Macht boten.

### 15. bis 19. Jahrhundert

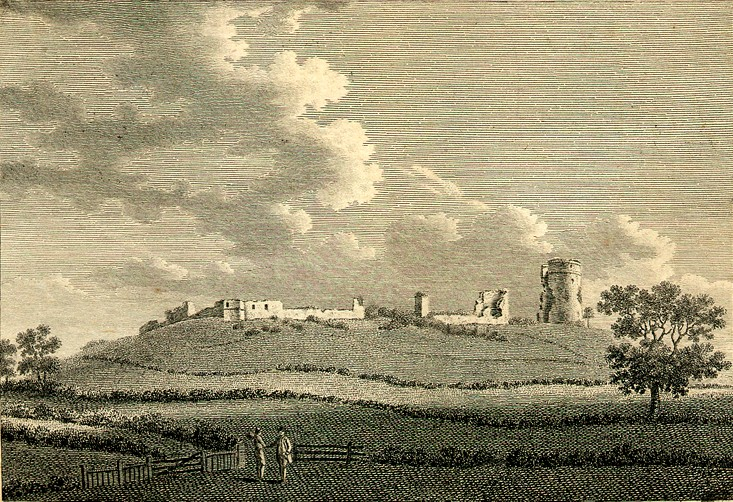
Die Türme, die königlichen Gemächer und die damals noch erhaltenen Mauern von Süden (Gravierung von 1783, nach Francis Grose)

Der Enkel Eduards III., König Richard II. machte von Hadleigh Castle wenig Gebrauch. Dafür durfte Aubrey de Vere die Burg bis zu seinem Tod 1400 nutzen. Im 15. Jahrhundert ging die Burg durch die Hände einer Reihe hochgestellter Persönlichkeiten, aber die Krone machte wenig Gebrauch von ihr. Edmund of Langley und sein Sohn Edward of Norwich, beide Dukes of York, nutzten die Burg in den ersten Jahren, gaben sie dann aber an Humphrey of Lancaster, den Duke of Gloucester. Richard Plantagenet war der nächste Nutzer der Burg, bevor sie Mitte des 15. Jahrhunderts an Edmund Tudor fiel. Die Tradition, dass Hadleigh Castle Teil der Besitzungen der Königin war, ließ man dann wieder aufleben und gab die Burg an Elizabeth Woodville, die Gattin von König Eduard IV. Von Heinrich VIII. ist nicht bekannt, dass er selbst die Burg genutzt hätte, aber sie bildete Teil des Wittums dreier seiner Frauen – Katharina von Aragon, Anna von Kleve und Catherine Parr. Der Rehpark der Burg diente der Marine als Quelle für Holz.
Nach 1544 begann die Aufteilung des Anwesens. Zunächst wurde der Rehpark verkauft, dann kaufte 1551 Richard Rich, 1. Baron Rich, die Burg selbst von König Eduard VI. für £ 700. Rich ließ die Burg zwischen 1551 und 1575 größtenteils abreißen und verkaufte die Bausteine. Danach wurde die nun vollkommen ruinierte Burg in seiner Familie weitervererbt.
Der englische Maler John Constable besuchte Hadleigh 1814 und fertigte als Vorbereitung für zehn Ölskizzen und ein einziges Gemälde eine Zeichnung der Burgruine an. Das Ölgemälde ‘’Hadleigh Castle’’ malte er 1829 und im selben Jahr wurde es in der Royal Academy of Arts ausgestellt. Eine der Ölskizzen wird in der Tate Gallery in London gezeigt, während das Gemälde heute im Yale Center for British Art in New Haven (Connecticut) in den USA ausgestellt ist. Constables Gemälde, laut den Geschichtswissenschaftlern Tammis Groft und Mary Mackay „eines seiner monumentalsten Werke“, zeigt Hadleigh Castle Anfang des 19. Jahrhunderts als verfallendes Menschenwerk, das immer mehr der Kraft der natürliche Elemente erliegt.
William Booth kaufte Hadleigh Castle und das umgebende Gelände 1891 zur Nutzung durch die Heilsarmee, die dort einen Bauernhof etablierte, um die Armen Englands anzuleiten, bevor sie in die britischen Kolonien geschickt wurden. In den Jahren 1898 bis 1923 kam es zu umfangreichen Setzungen und die Hangkante rutschte in weiten Teilen ab. Dadurch stürzte der südliche Teil der Kurtine ein.

### Heute
Die Heilsarmee übereignete die Burgruine 1948 an das Ministry of Works, sie wird heute von English Heritage verwaltet, die sie als historisches Bauwerk I. Grades gelistet haben. Außerdem gilt das Gelände als Scheduled Monument. Die Setzungen und Erdrutsche setzten sich fort; der Nordostturm stürzte in den 1950er-Jahren größtenteils ein und weitere Rutschungen fanden 1969, 1970 und 2002 statt. Einer der dreistöckigen Türme auf der Ostseite steht heute noch fast in seiner ursprünglichen Höhe. In den oberen Stockwerken hat er schmale, rechteckige Fenster. Der zweite Turm hat heute nur noch etwa ein Drittel seiner ursprünglichen Form. Einige Abschnitte der Kurtine sind bis heute erhalten, ebenso wie die Fundamente des Rittersaals, des Solars und der Küchen.
Auch heute noch umgibt der Bauernhof der Heilsarmee aus dem 19. Jahrhundert die Burgruine. Darum erstreckt sich der Hadleigh Country Park, Eigentum der Grafschaftsverwaltung von Essex und von dieser auch verwaltet. Der Park ist eine Site of Special Scientific Interest unter besonderer Berücksichtigung von wirbellosen Tieren. 2008 wurde bekanntgegeben, dass die Hadleigh Farm in der Nähe der Burgruine als Veranstaltungsort für die Mountainbike-Wettbewerbe der Sommerolympiade 2012 dienen sollte.